# Werk Tonale

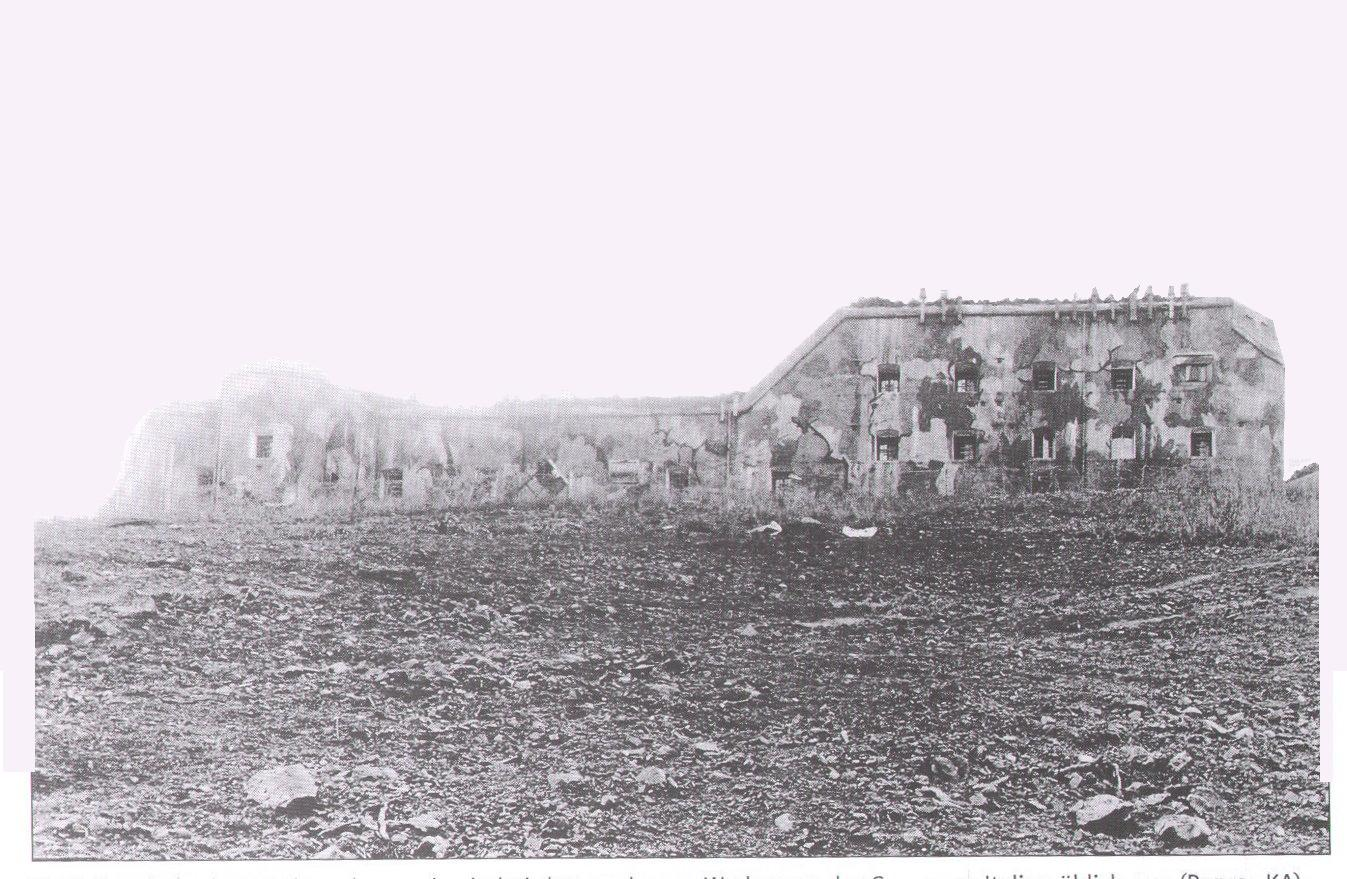
Kehlseite Werk Tonale etwa 1915

Das Werk Tonale (ital. Forte Zaccarana genannt) war Teil der Sperre Tonale, neben dem Werk Presanella das modernste dieser Gruppe und gehörte zum Subrayon II des Systems der österreichischen Festungswerke an der Grenze zu Italien.
Das Werk lag an der Einmündung des Val Strino in das Val di Vermiglio auf einem Bergvorsprung in 2116 Metern Höhe nördlich der Tonalepassstraße. Somit war es das am höchsten gelegene aller österreichisch-ungarischen Festungswerke. Zusammen mit dem auf dem Gegenhang gelegenen Werk Presanella war es in der Lage, das Val di Vermiglio komplett abzusperren, da die drei Kehren der Passstraße am Rio del Mero im direkten Schussbereich lagen. Von der Bauart her hatte man die Anlage dem bei den Werken der Sperrgruppe Lavarone (Werk Verle und Werk Lusern) angewandten System angepasst. Zwar erst im Jahre 1910 fertiggestellt, entsprach es bei Kriegsbeginn fünf Jahre später bereits nicht mehr den fortifikatorischen Anforderungen, unter anderem da auch hier der Batterieblock und der Kasemattblock (Unterkunftsbereich) noch nicht getrennt waren. Gesichert war die Anlage mit einem Frontgraben (jedoch nicht mit einem Kehlgraben), einer Nahkampfanlage und einer Grabenstreiche.
Die Bewaffnung bestand aus:
- 4 × 10-cm-Turmhaubitzen M 9 in Panzerkuppeln
- 2 × 8-cm-Minimalschartenkanonen M 5 hinter Panzerblenden
- 17 × 8-mm-Maschinengewehren M 07/12, davon zwei in Panzerkuppeln
- dazu kam noch ein gepanzerter Beobachtungsstand und eine nicht bekannte Anzahl an Scheinwerfern

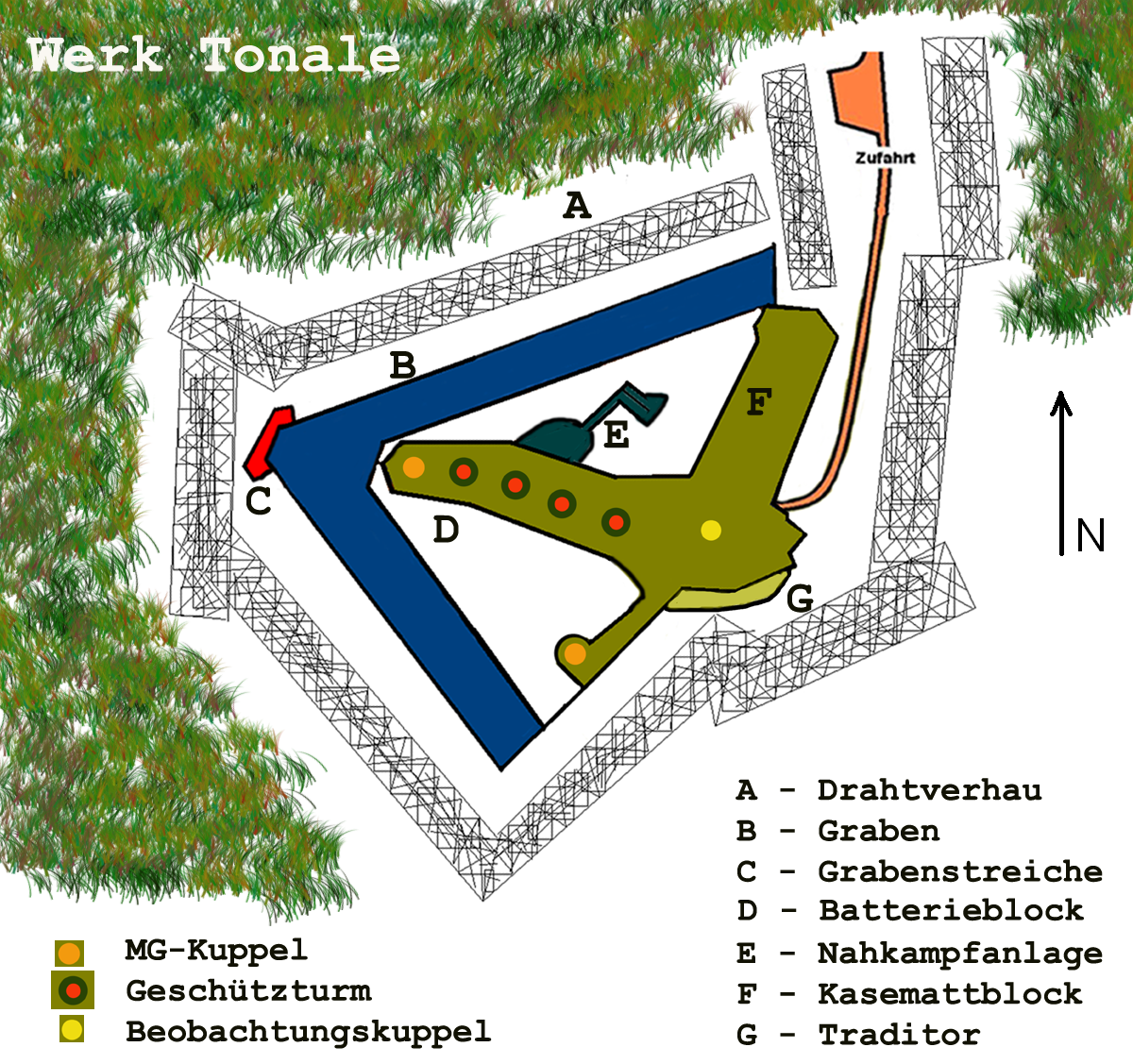
Plan Werk Tonale

Obwohl das Werk während der Kampfhandlungen von den italienischen Batterien aus Ponte di Legno und dem Valle di Pezzo intensiv beschossen wurde, erlitt es keine gravierenden Schäden. Die heute sichtbaren Zerstörungen entstanden erst in den 1930er Jahren während der Mussolini-Ära, als auf Grund des Stahlembargos durch den Völkerbund gegen Italien anlässlich dessen Krieges gegen Abessinien  in den dreißiger Jahren die Panzerkuppeln zerlegt und der verbaute Stahl herausgesprengt wurde.